# Kamienica Oszera Kohna w Łodzi
Kamienica Oszera Kohna – kamienica przy ulicy Piotrkowskiej 43 w Łodzi (w latach 1850–1891 ul. Piotrkowskiej 265), należąca na przełomie XIX i XX wieku do Oszera Kohna.
Pod względem chronologicznym jest to pierwsza secesyjna kamienica w architekturze Łodzi.

## Historia
Kamienica powstała w latach siedemdziesiątych XIX wieku. W 1901 otrzymała w wyniku przebudowy charakter secesyjny, tworząc na fasadzie jedną z najpiękniejszych kompozycji secesyjnych w architekturze miasta, z kopułą zwieńczoną bukietem z liści i kwiatów. Przebudowę zaprojektował mający w tym budynku swoją pracownię architekt Gustaw Landau-Gutenteger. Swoją siedzibę miało w kamienicy Towarzystwo Wzajemnego Kredytu, a mieszkańcami domu byli m.in. Juliusz Heinzel oraz Gustaw Landau-Gutenteger. Typowe dla secesji berlińskiej są obramienia okien przypominające pnie drzew i nadproża pokryte stylizowanymi liśćmi.
Od 2 października 1887 w mieszkaniu adwokata Emila Holca funkcjonowała prowadzona przez niego „Czytelnia Łódzka”, jedna z pierwszych bibliotek w Łodzi. W 1888 było w niej zapisanych około 80 czytelników, a jej księgozbiór obejmował ponad 200 książek. 
W podwórzu kamienicy od 1899 istniała Synagoga Eliakima Gliksmana i Jakuba Jankielewicza.
Budynek wpisany jest do rejestru zabytków pod numerem ZS-2/27 z 8.07.1964 oraz A/27 z 20.01.1971.